# Wilec kozie kopytko
Wilec kozie kopytko, wilec kozi, wilec nadbrzeżny (Ipomoea pes-caprae (L.) R.B.) – gatunek roślin zielnych z rodziny powojowatych. Występuje powszechnie na piaszczystych wybrzeżach morskich w strefie tropikalnej, także nad wielkimi jeziorami śródlądowymi. Rozprzestrzenia się poza tym na śródlądziu wzdłuż dróg, nad kanałami i rowami sięgając do rzędnej 600 m n.p.m. Roślina ma istotny wpływ na procesy eoliczne – gęsto rosnąc na piaskach, chroni je przed wywiewaniem. Wykorzystywana jest w tradycyjnym ziołolecznictwie. W Azji Południowo-Wschodniej okłady z liści pomagać mają przy zranieniach spowodowanych ukłuciami kolcami jeżowców i ryb. Żucie nasion pomaga zwalczyć dolegliwości trawienne. Jest także wykorzystywana jako roślina pastewna. Nazwa gatunkowa odnosi się do kształtu liści przypominających odcisk racicy kozy.

## Morfologia

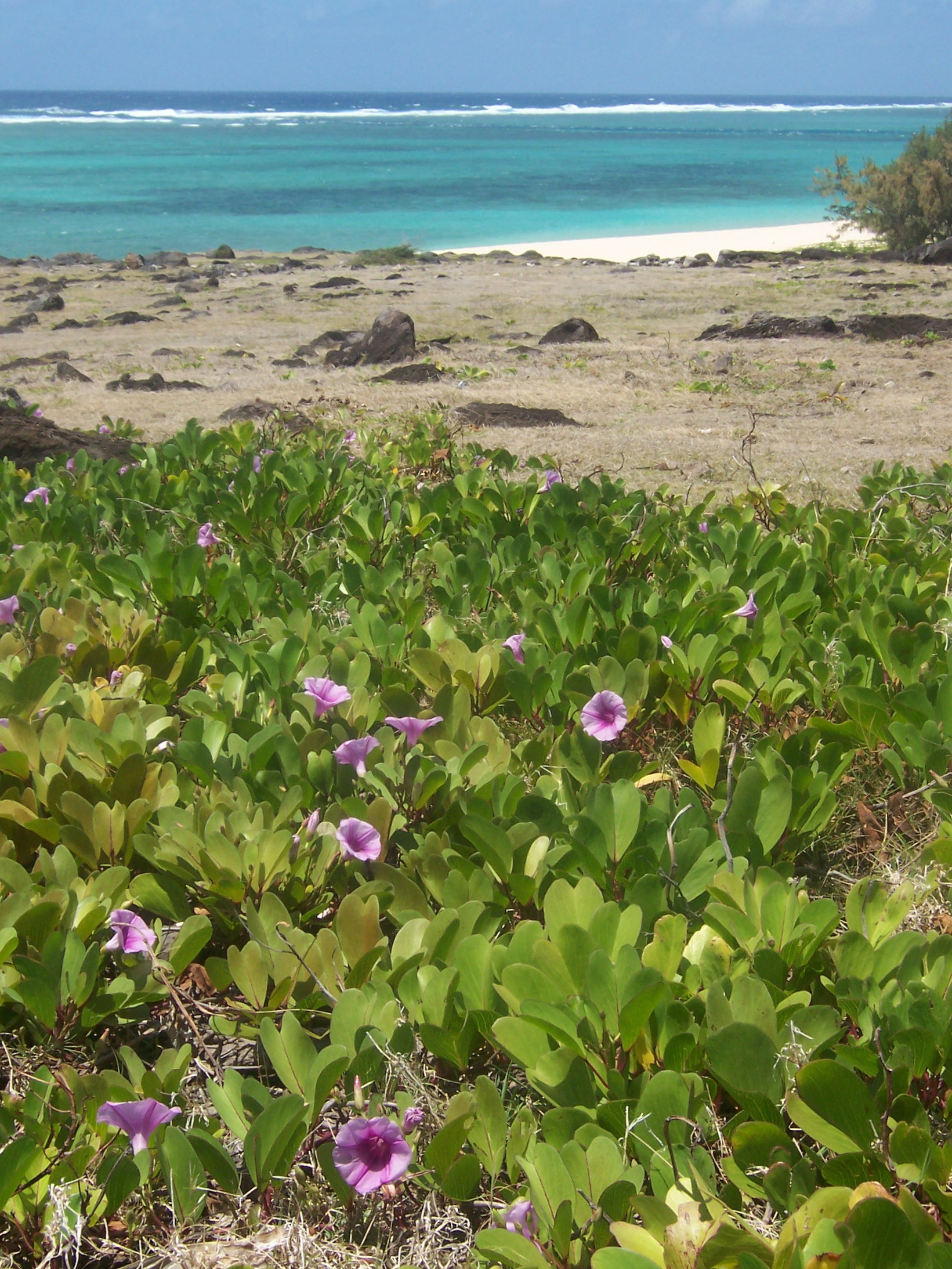

PokrójPędy płożące, rzadko wijące się, są nagie i osiągają do 18–30 m długości. Roślina ma gruby korzeń palowy, a poza tym ukorzenia się w węzłach.
LiścieNaprzemianległe, skórzaste, nieco mięsiste, błyszczące. Ogonek liściowy ma od 2 do 10 cm długości. Blaszka całobrzega, ma kształt jajowaty, okrągły, nerkowaty, kwadratowy do podługowatego. Osiąga od 3,5 do 9 cm długości i od 3 do 10 cm szerokości. U nasady jest szeroko zbiegająca, ucięta lub płytko sercowata. Na szczycie wycięta. Kształt liści i głębokość wcięcia bardzo zmienne, także na pojedynczej roślinie.
KwiatyPojedyncze w kątach liści, rzadziej po kilka. Osadzone są na tęgich szypułach osiągających 4 do 14 cm długości. Znajdujące się na nich szeroko trójkątne przysadki o długości do 3,5 mm szybko opadają. Działki kielicha skórzaste, nagie, na końcach zaokrąglone i zróżnicowane – zewnętrzne dwie są jajowate do eliptycznych i osiągają do 8 mm długości, wewnętrzne trzy są okrągławe i mają do 11 mm długości. Korona lejkowata fioletowa do czerwonofioletowej, z ciemniejszym środkiem, osiąga do 5 cm długości. Zalążnia jest naga i zwieńczona dwudzielnym słupkiem.
OwoceKulistawe do jajowatych, nagie torebki o średnicy od 1 do 2 cm. Zawierają dwie komory i pękają czterema klapkami. Zawierają wewnątrz 4 duże (do 8 mm długości), czarne nasiona, gęsto pokryte czarnymi włoskami.

## Biologia i ekologia
Roślina, pokrywając gęsto swymi grubymi, mocnymi pędami piaski na wybrzeżach przyczynia się do ograniczania ich wywiewania i stabilizacji wydm. Dobrze znosi zasolenie, a nasiona rozprzestrzeniane są przez wody morskie, w których zachowują pływalność i żywotność. Kwiaty otwierają się tylko przed południem, a po południu już więdną.